# Магура (Вранча)
Магура (рум. Măgura) насеље је у Румунији у округу Вранча у општини Житија. Oпштина се налази на надморској висини од 633 m.

## Становништво
Према подацима из 2002. године у насељу је живело 337 становника, од којих су сви румунске националности.